# Anschläge in New York und New Jersey im September 2016
Die Anschläge in New York und New Jersey waren drei Sprengstoffanschläge in New York und New Jersey am 17. September und 19. September 2016.

## Tathergang
Am Samstag, dem 17. September, explodierte gegen 20:30 Uhr Ortszeit eine Bombe in einem Schnellkochtopf im New Yorker Stadtteil Chelsea in einer Mülltonne. Bei der Explosion wurden 29 Menschen verletzt.
Am gleichen Tag explodierte bereits eine Rohrbombe in Seaside Park (New Jersey). Erste Berichte sahen einen Zusammenhang mit dem für diesen Tag geplanten Lauf der Veteranen des Marine Corps.
In der Nacht des 18. auf den 19. September wurde in Elizabeth (New Jersey) ein Rucksack mit ähnlichen Bauteilen sowie weiteren verdächtigen Paketen wie der zuvor in New York explodierten Rohrbombe gefunden und durch einen Sprengstoffroboter während der Entschärfung zur Explosion gebracht. Nach Angaben der Behörden sollen insgesamt fünf Sprengsätze gefunden worden sein, ein Sprengsatz in einem Schnellkochtopf explodierte dabei jedoch nicht.

## Ermittlungen

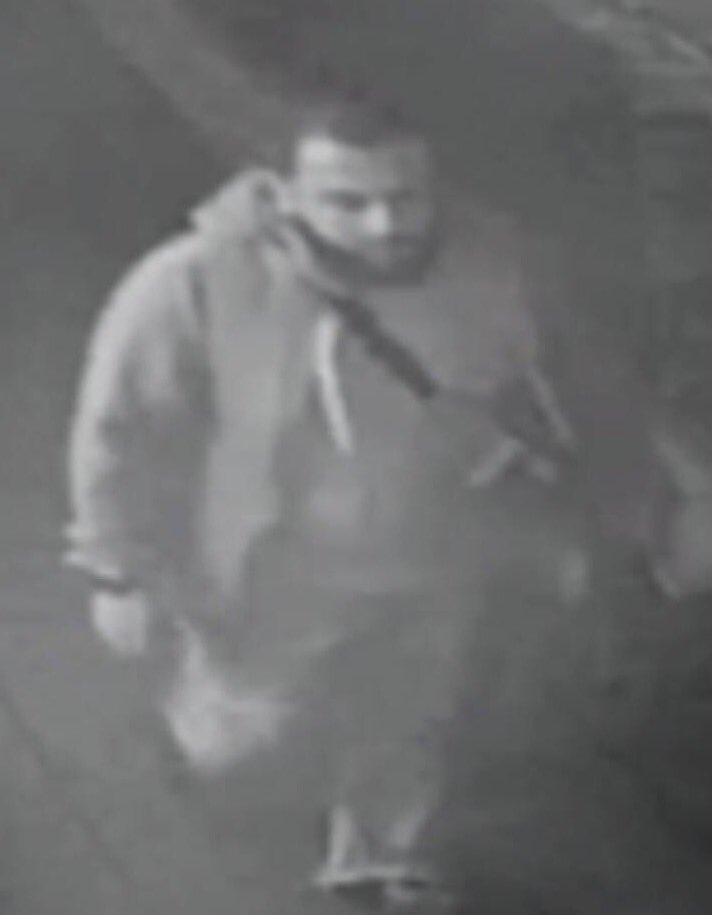
Überwachungskamerabild von Ahmad Khan Rahami

Nach weitreichenden Ermittlungen der Polizei und des FBI wurde ein Verdächtiger in Linden (New Jersey) verhaftet. Der eingebürgerte Ahmad Khan Rahami (* 23. Januar 1988 in Afghanistan) soll im Zusammenhang mit den Anschlägen in New York und New Jersey stehen und hatte sich bei seiner Verhaftung einen Schusswechsel mit Polizisten geliefert. Rahami wurde wegen fünffachen versuchten Mordes bei der Verhaftung angeklagt, auch eine Anklage wegen der Anschläge und der weiteren gefundenen Sprengsätze wurde von der Staatsanwaltschaft vorbereitet. Im Februar 2018 wurde Ahmad Khan Rahami von einem Geschworenengericht zu lebenslanger Haft verurteilt.